# Pillarbox

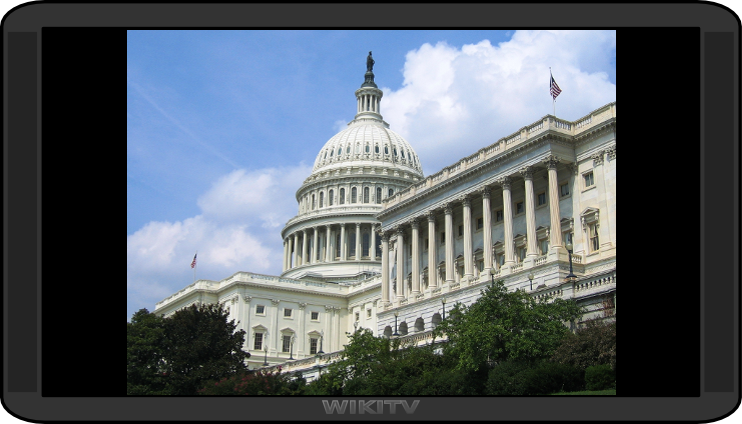
Een pillarboxed afbeelding

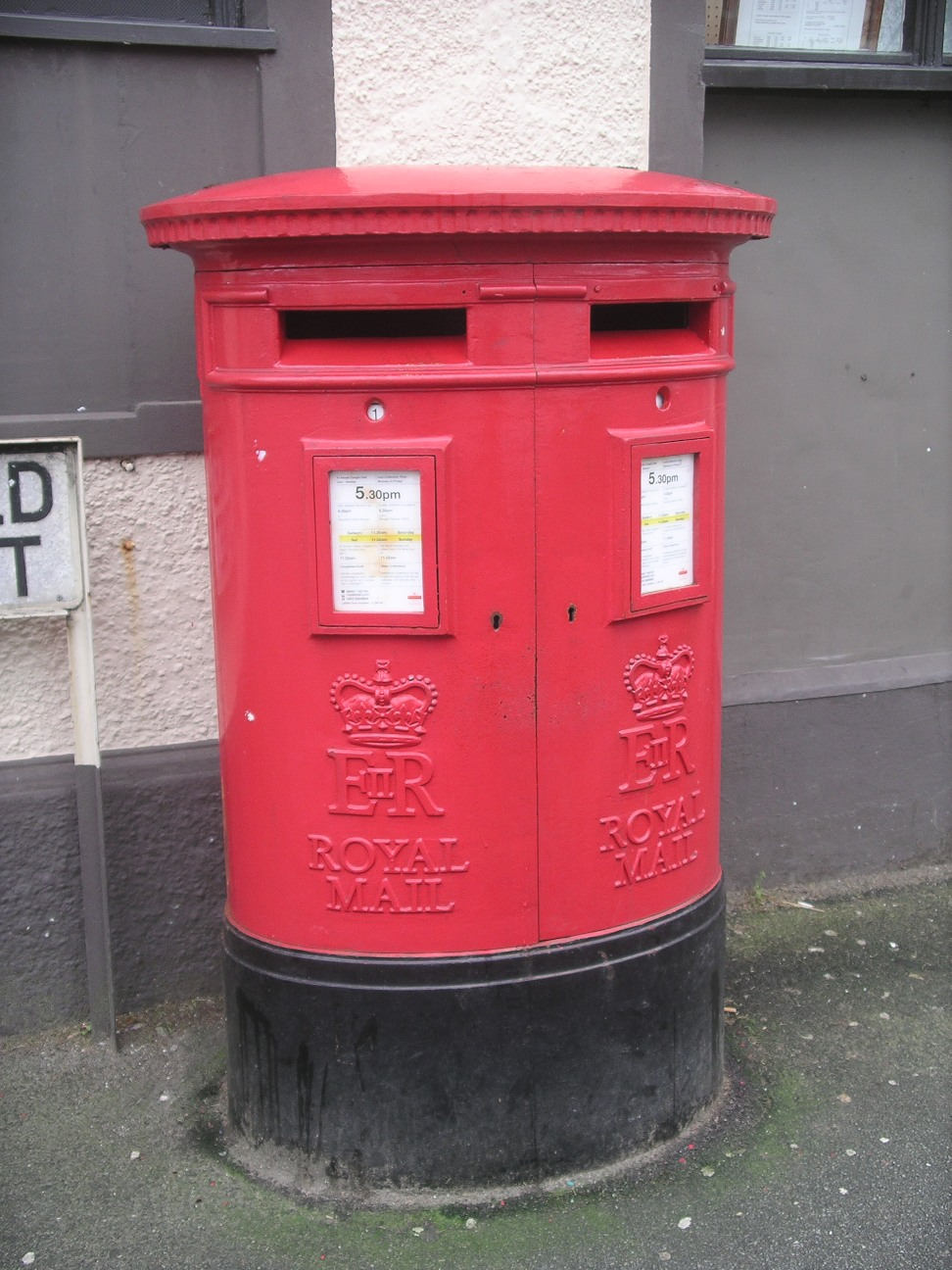
Britse pillarbox

Pillarbox is een benaming die wordt gegeven aan de techniek die gebruikt wordt om films met een beeldverhouding van 4:3 (1.33:1 ook wel fullscreen genaamd) af te beelden op een scherm met een andere hoogte-breedteverhouding (meestal op 16:9-schermen, breedbeeld-tv's).
Om het complete beeld correct op zo'n scherm af te beelden, moet de hoogte ervan worden verkleind tot deze passend is voor de hoogte van het scherm. Als gevolg daarvan is de breedte van het beeld veelal smaller dan de breedte van het scherm, wat resulteert in zwarte balken links en rechts in het beeld. Daarmee lijkt het geprojecteerde beeld op een rechtopstaande cilindervormige brievenbus van de Britse posterijen: de pillarbox. Voor Nederland zou ook "pillendoos" een goede benaming zijn.
Het omgekeerde van pillarbox is letterbox, hetgeen een zwarte balk boven en onder het beeld op het scherm veroorzaakt.